# لیکرسهاوزن
لیکرسهاوزن (به آلمانی: Lykershausen) یک شهر در آلمان است که در Verbandsgemeinde Loreley واقع شده‌است. لیکرسهاوزن ۲۰۳ نفر جمعیت دارد.